# Woodbridge (Ontario)
Pour les articles homonymes, voir Woodbridge.
Woodbridge est un secteur de la ville de Vaughan se trouvant juste au nord de la ville de Toronto, dans le sud de l'Ontario. Cette zone de banlieue se situe à l'ouest de l'autoroute 400, à l'est de la route 50, au nord de l'avenue Steeles, et au sud de la rue Major Mackenzie. 
Woodbridge constituait un village indépendant, mais il est fusionné aux communautés avoisinantes afin de former la ville de Vaughan en 1971. Son centre-ville traditionnel est l'avenue Woodbridge, entre l'avenue Islington et l'avenue Kipling, au nord de l'autoroute 407. Il est considéré comme l'un des endroits les plus huppés de la région du Grand Toronto.